# Raión de Késova Gorá
El raión de Késova Gorá (ruso: Кесового́рский райо́н) es un distrito administrativo (raión) ruso perteneciente a la óblast de Tver. Su forma de autogobierno local es desde 2022 la de ókrug municipal (Кесового́рский муниципальный округ), albergando su territorio un único ayuntamiento con sede en la capital distrital homónima. Se ubica en el este de la óblast.
En 2021, el raión tenía una población de 7442 habitantes, de los cuales 3746 vivían en el asentamiento de tipo urbano de Késova Gorá. Los otros tres mil quinientos habitantes se repartían en 174 localidades rurales, de las cuales las más pobladas son Liskovo (de unos quinientos habitantes), Nikólskoye (de algo menos de trescientos habitantes), Strajinovo y Eliséyevo (de algo menos de doscientos habitantes cada una).
El raión limita al este con la vecina óblast de Yaroslavl.